# ماریا اولفا
ماریا اُلفا (به عربی: ماریا أولفا؛ متولد ۲۱ دسامبر ۱۹۵۵) قاری قرآن اندونزیایی و مدیر مؤسسه مرکزی توسعه تلاوت قرآن است. او برنده دو مسابقه ملی قرائت قرآن در اندونزی بوده و در سطح بینالمللی به عنوان یکی از قاریان چیره‌دست و مدرس تلاوت قرآن شناخته می‌شود.همچنین، او مدرس مؤسسه مطالعات قرآن و دانشگاه ملی اسلامی در اندونزی است و نخستین زنی است که در سال ۱۹۸۰ برنده جایزه بین‌المللی قرائت قرآن در مالزی شده است. او به عنوان برترین قاری زن قرآن در جنوب شرقی آسیا شناخته می‌شود.

## زندگی شخصی
آلفا در ۲۱ دسامبر ۱۹۵۵ در منطقه لامونگان، جاوه شرقی، در خانواده حاجی مدفار و حاج رومینه به دنیا آمد.او نهمین فرزند از میان دوازده فرزند خانواده بود. در سال ۱۹۸۱ با مختار اخسان، متخصص ریه و پزشک تنفس و مدرس دانشکده پزشکی دانشگاه اندونزی، ازدواج کرد. او سه فرزند به نامهای احمد نبریس، محمد لبیب و ریفکی مبارک دارد.

## پیشه
آلفا توسط پدرش، حاجی مضفر، با قرائت قرآن آشنا شد و پدرش به او آموخت که با هر مرد یا زنی برابر است. پدرش در زادگاهشان مسابقات قرائت قرآن برگزار می‌کرد تا دخترش تجربه کسب کند.او از سن ۶ سالگی آموزش قرآن را با راهنمایی خواهر بزرگترش آغاز کرد. علاقه او به این هنر با حضور در یک مدرسه شبانه‌روزی اسلامی که او را به ادامه راه تلاوت تشویق می‌کرد، افزایش یافت. از دهه ۱۹۸۰، الفاح به عنوان یک چهره محبوب و مورد احترام در زمینه تلاوت قرآن در سطح بینالمللی شناخته شده است.او همچنین محقق تاریخ تلاوت قرآن در مجمع الجزایر اندونزی و مدرس مؤسسه مطالعات قرآنی جاکارتا است.
تلاوتهای آلفا در قالب سی‌دی همراه با تفسیر قرآن توسط مایکل سلز ارائه شده است. او به کشورهای مختلفی از جمله مالزی، مصر، استرالیا، ایالات متحده، کانادا و چندین کشور اروپایی سفر کرده است.در طول تور سال ۱۹۹۹ خود در ایالات متحده، که آن راسموسن او را همراهی می‌کرد، سفرش توسط انجمن مطالعات خاورمیانه آمریکای شمالی میزبانی شد.